# Ion Mincu
Ion Mincu (20. prosince 1852 Focșani – 6. prosince 1912 Bukurešť) byl rumunský architekt. Byl vůdčím představitelem novorumunské architektury (arhitectura neoromânească).
Vystudoval stavitelství silnic a mostů na Polytechnické univerzitě v Bukurešti a pracoval na stavbě cesty z Ploiești do Predealu. V letech 1877 až 1884 studoval u Juliena Guadeta na École des Beaux-Arts v Paříži. Získal čestné uznání Francouzské společnosti architektů a podnikl vzdělávací cestu po Evropě.
Jeho prvním významným dílem po návratu do Rumunska byl dům generála Iacoba Lahovaryho. Mincu se tím stal průkopníkem nového stylu, spojujícího vlivy západní architektury s národními tradicemi z dob Constantina Brâncoveanu, zdobnost secesní architektury se u něj prolíná s folklorními prvky. K jeho nejvýznamnějším dílům patří rezidence prefekta v Galați, katedrála svatého Petra a Pavla v Konstanci nebo Ústřední dívčí škola v Bukurešti. Pro Světovou výstavu 1889 v Paříži navrhl budovu, která nakonec sloužila jako hostinec na bulváru Șoseaua Kiseleff. Spolu s Albertem Balluem projektoval Justiční palác v Bukurešti. Podílel se na rekonstrukci kláštera Mănăstirea Stavropoleos. V letech 1885 až 1889 byl poslancem dolní komory rumunského parlamentu. Věnoval se pedagogické činnosti, jeho žáky byli např. Constantin Iotzu a Toma T. Socolescu. V roce 1903 se stal předsedou Asociace rumunských architektů.
Byla po něm pojmenována Univerzita architektury a městského plánování Iona Mincua v Bukurešti.

## Fotogalerie

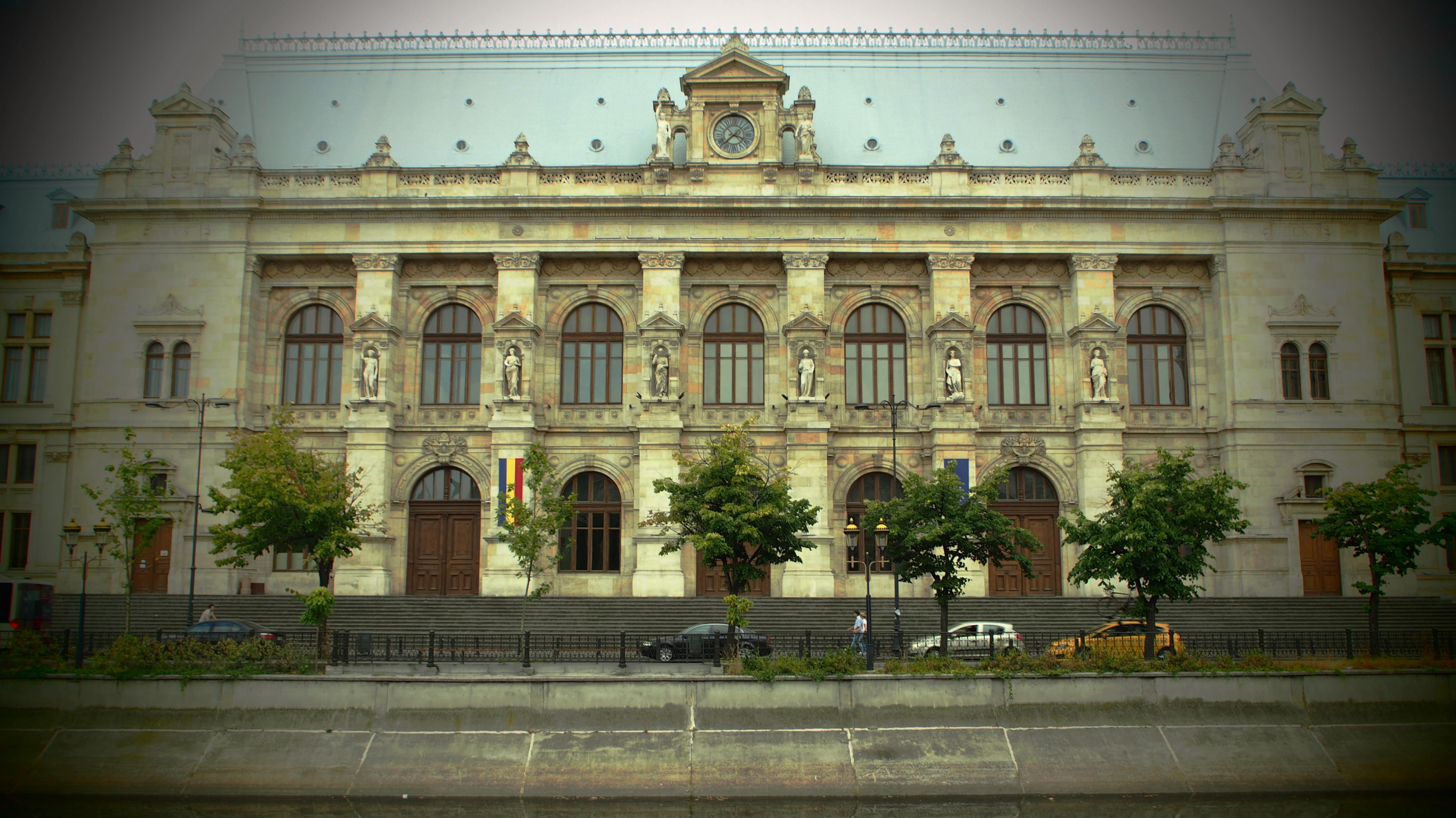
Justiční palác v Bukurešti
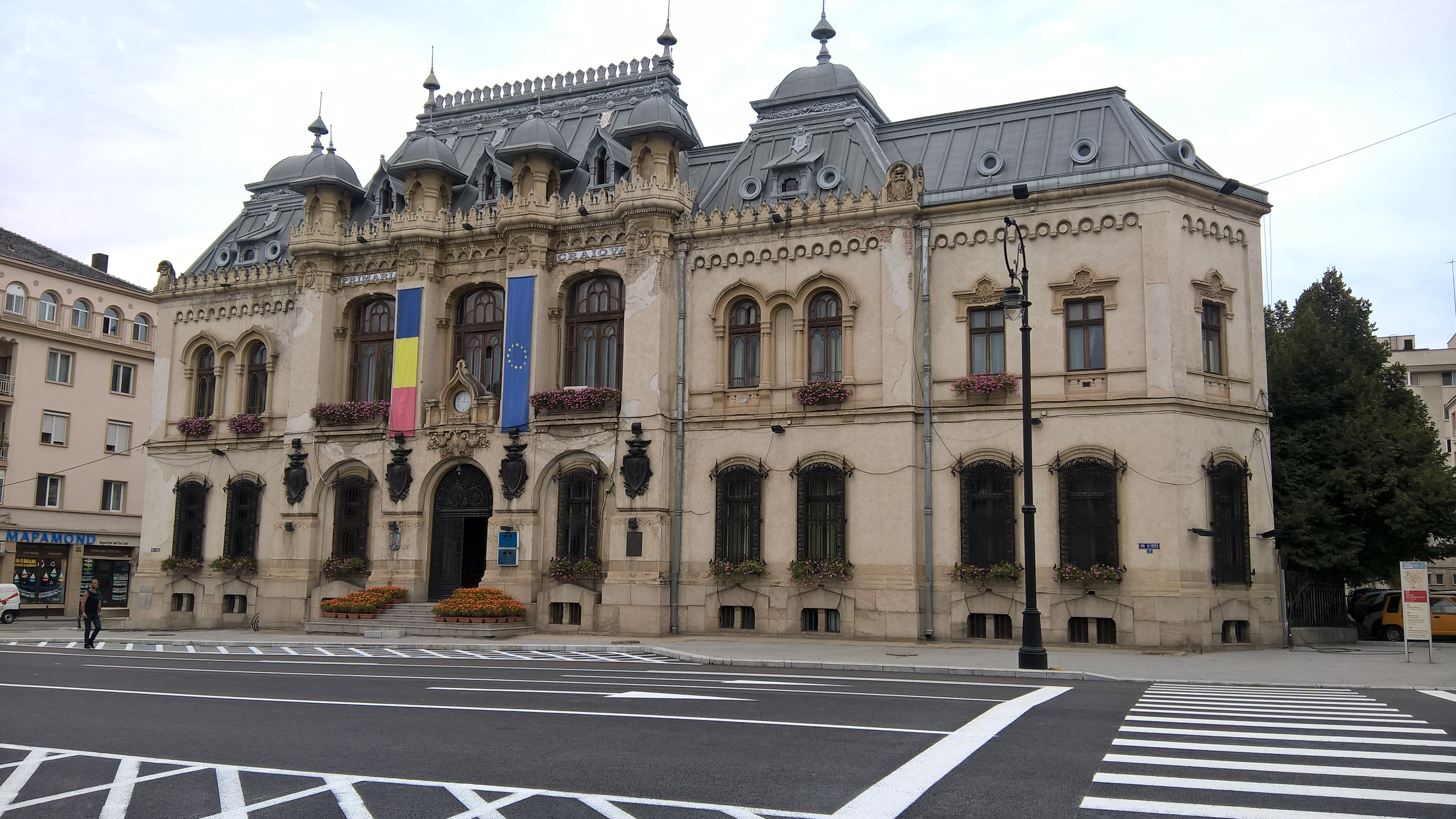
Radnice v Craiově
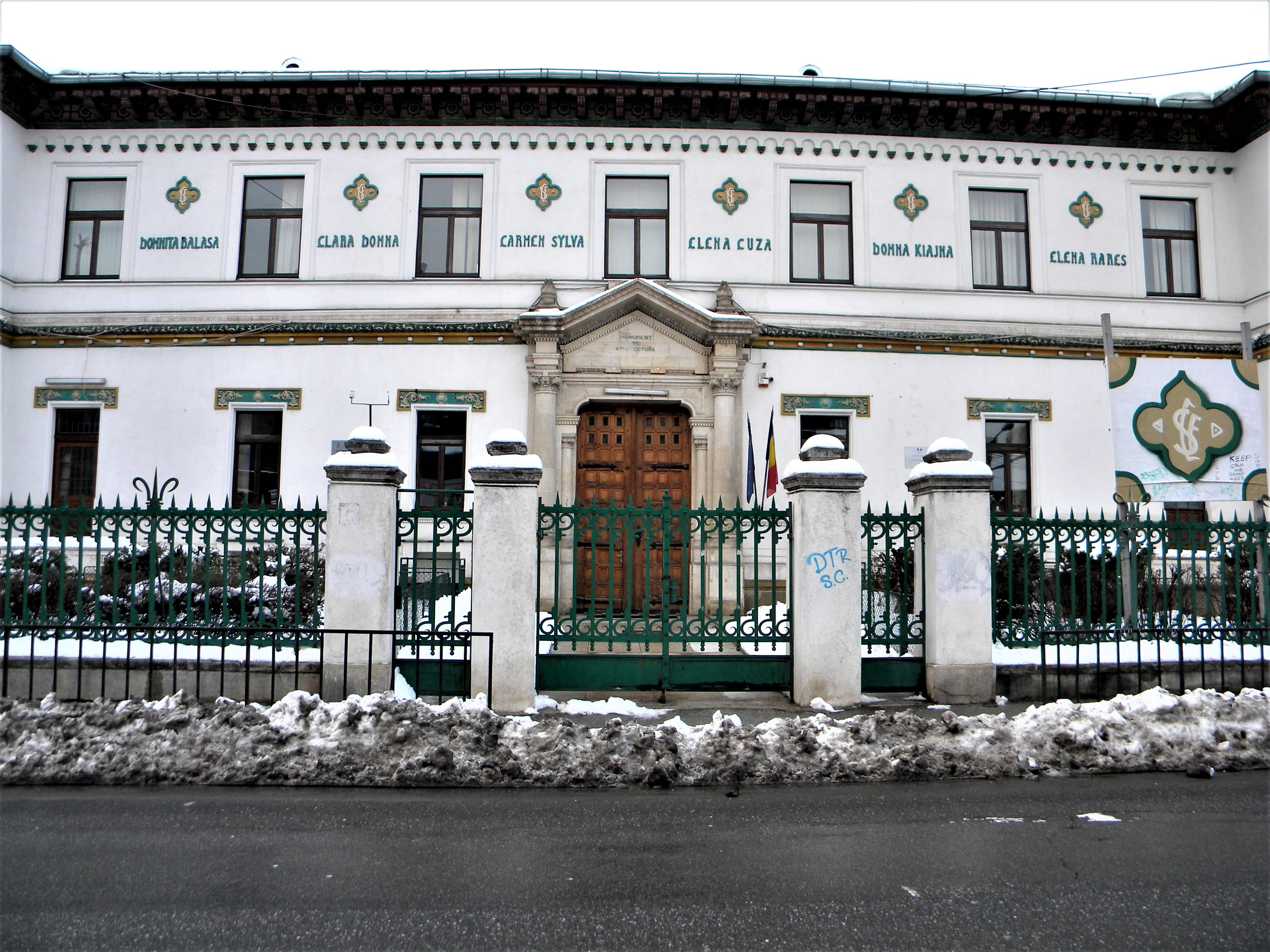
Ústřední dívčí škola v Bukurešti